# East Barming
East Barming är en ort i civil parish Barming, i distriktet Maidstone, i grevskapet Kent, i England. East Barming var en civil parish fram till 1934 när blev den en del av Barming. Civil parish hade 1 091 invånare år 1931. Byn nämndes i Domedagsboken (Domesday Book) år 1086, och kallades då Bermelie/Bermelinge.